# Ingrische Oorlog
De Ingrische Oorlog was een militair conflict tussen Zweden en Rusland van 1610 tot 1617. De oorlog legde de grondslag voor de Zweedse periode als Europese grote mogendheid. De naam van de oorlog refereert aan Ingermanland, het gebied rond het huidige Sint-Petersburg, dat na de oorlog van Russische in Zweedse handen overging.

## Achtergrond en verloop
De Ingrische Oorlog vond plaats tijdens de Tijd der Troebelen in Rusland, een opvolgingsstrijd die het land verscheurde na de dood van tsaar Fjodor I in 1598.
Zweden had in 1609, tijdens de Pools-Moskovitische Oorlog, een bondgenootschap met Rusland gesloten. Tsaar Vasili IV beloofde de Zweden het fort Kexholm in ruil voor steun tegen Polen-Litouwen en de Valse Dimitri II, een door de Polen gesteunde Russische troonpretendent. Koning Karel IX van Zweden stuurde een (voornamelijk Fins) expeditieleger onder bevel van graaf Jakob De la Gardie naar Rusland om het fort Staraja Ladoga in te nemen. De la Gardie (die eerder in de Tachtigjarige Oorlog onder prins Maurits had gediend) nam Ingermanland, Novgorod en Staraja Roessa in, en marcheerde vervolgens samen met Russische troepen naar Moskou om de tsaar te ontzetten.
De Zweedse inmenging in de oorlog tussen Rusland en Polen gaf de Poolse koning Sigismund III (in 1599 afgezet als koning van Zweden) aanleiding om de oorlog aan Zweden te verklaren. De Russen en Zweden werden compleet verslagen door de Polen in de Slag bij Kloesjino op 4 juli 1610. Het Zweedse expeditieleger van Jakob de La Gardie werd in de pan gehakt en de weinige overlevenden gaven zich over aan de Polen. Tsaar Vasili IV werd afgezet door bojaren en de Polen namen het Kremlin in.
In 1611 stierf de Zweedse koning Karel IX en zijn zoon Gustaaf II Adolf volgde hem op. Gustaaf II Adolf wilde zijn broer Karel Filips op de Russische troon plaatsen, ook al waren de Polen inmiddels uit Moskou verdreven en was Michaël I verkozen tot tsaar. De Zweden begonnen een nieuw offensief. In 1613 belegerden ze Tichvin, zonder succes. Een Russisch tegenoffensief volgde, maar het lukte de Russen niet Novgorod te hernemen. In 1614 namen de Zweden Gdov in en het jaar daarop belegerden ze Pskov.

## Vrede
In 1615 begonnen verkennende vredesonderhandelingen, maar de Russen weigerden rond de tafel te gaan zitten zolang Pskov belegerd bleef. Nadat de Zweden op 17 oktober de belegering afgebroken hadden, gingen de vredesonderhandelingen in januari 1616 van start. Op 22 februari werd een wapenstilstand getekend.

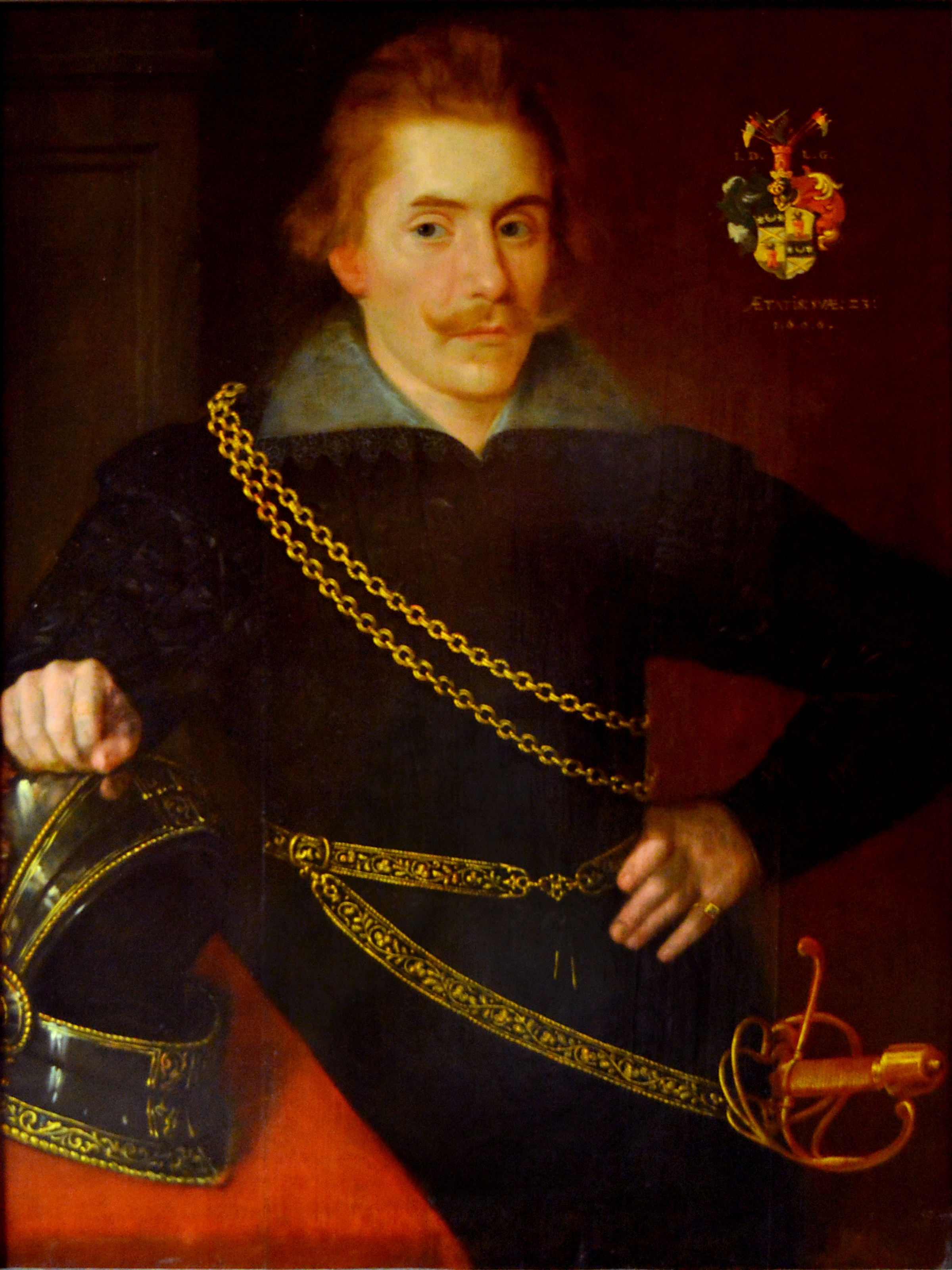
Jakob De la Gardie

Naast de Zweedse onderhandelaars (onder leiding van Jakob De la Gardie) en de Russische onderhandelaars waren delegaties uit Engeland, Nederland en Denemarken aanwezig om te bemiddelen tussen de twee partijen. De Nederlanders streefden er vooral naar om de noordelijke haven Archangelsk uit Zweedse handen te houden, omdat dit de handel tussen Rusland en West-Europa zou bemoeilijken.
De Vrede van Stolbovo werd uiteindelijk getekend op 27 februari 1617. Het verdrag was vooral voordelig voor Zweden, dat een groot gebied in handen kreeg en uitgroeide tot een Europese grote mogendheid, terwijl Rusland zijn toegang tot de Oostzee verloor.
Ingermanland en Karelië gingen van Russische in Zweedse handen. Zweden moest wel Novgorod teruggeven aan Rusland, Michaël I als rechtmatige tsaar van Rusland erkennen en alle andere claims op Russisch grondgebied opgeven.

## Nasleep
Na de Vrede van Stolbovo kon Zweden zich op de oorlog met Polen-Litouwen concentreren. In de jaren 1620 veroverden de Zweden Lijfland, Koerland en een aantal steden in Pruisen op de Polen.
Het Russische verlies van de toegang tot de Oostzee zou een twistpunt blijven en leiden tot verdere oorlogen tussen Zweden en Rusland: de Russisch-Zweedse Oorlog (1656-1658) en de Grote Noordse Oorlog. Nadat Rusland uiteindelijk Ingermanland weer in handen had gekregen, liet tsaar Peter de Grote zijn nieuwe Russische hoofdstad Sint-Petersburg in Ingermanland bouwen, aan de Oostzee.
Zweeds-Novgorodische Oorlogen · Russisch-Zweedse Oorlog (1496-1499) · Russisch-Zweedse Oorlog (1554-1557) · Lijflandse Oorlog (1558-1583) · Russisch-Zweedse Oorlog (1590-1595) · Ingrische Oorlog (1610-1617) · Russisch-Zweedse Oorlog (1656-1658) · Grote Noordse Oorlog (1700-1721) · Russisch-Zweedse Oorlog (1741-1743) · Russisch-Zweedse Oorlog (1788-1790) · Finse Oorlog (1808-1809)